# Eryngium thyrsoideum
Eryngium thyrsoideum är en flockblommig växtart som beskrevs av Pierre Edmond Boissier. Eryngium thyrsoideum ingår i släktet martornar, och familjen flockblommiga växter. Inga underarter finns listade i Catalogue of Life.